# Славець (Польща)
Славець (пол. Sławiec) — село в Польщі, у гміні Новоґруд Ломжинського повіту Підляського воєводства.
Населення — 216 осіб (2011).
У 1975-1998 роках село належало до Ломжинського воєводства.

## Демографія
Демографічна структура станом на 31 березня 2011 року:
|          | Загалом | Допрацездатний вік | Працездатний вік | Постпрацездатний вік |
| -------- | ------- | ------------------ | ---------------- | -------------------- |
| Чоловіки | 104     | 21                 | 68               | 15                   |
| Жінки    | 112     | 28                 | 58               | 26                   |
| Разом    | 216     | 49                 | 126              | 41                   |